# Martin Marietta X-24
Martin Marietta X-24 bylo americké experimentální letadlo na jehož vývoji se podílelo letectvo Spojených států amerických spolu s NASA v programu s názvem PILOT (Piloted LOw speed Tests), který probíhal v letech 1963–1975.
X-24 byl navržen a vyroben pro otestování konceptu vztlakového tělesa a pro zkoušení konceptu bezmotorového návratu a přistání, v rychlostech pod Mach 2. Získané zkušenosti se později uplatnily v programu Space Shuttle. Letoun byl původně postaven jako X-24A a později byl přestavěn na X-24B.
Letoun X-24 byl do vzduchu vynášen pomocí modifikovaného bombardéru B-52 Stratofortress. Po dosažení vyšších nadmořských výšek byl letoun vypuštěn a následně mohlo dojít k zážehu raketového motoru. Po vyčerpání raketového paliva musel pilot X-24 na přistání doplachtit. 

## Návrh a vývoj

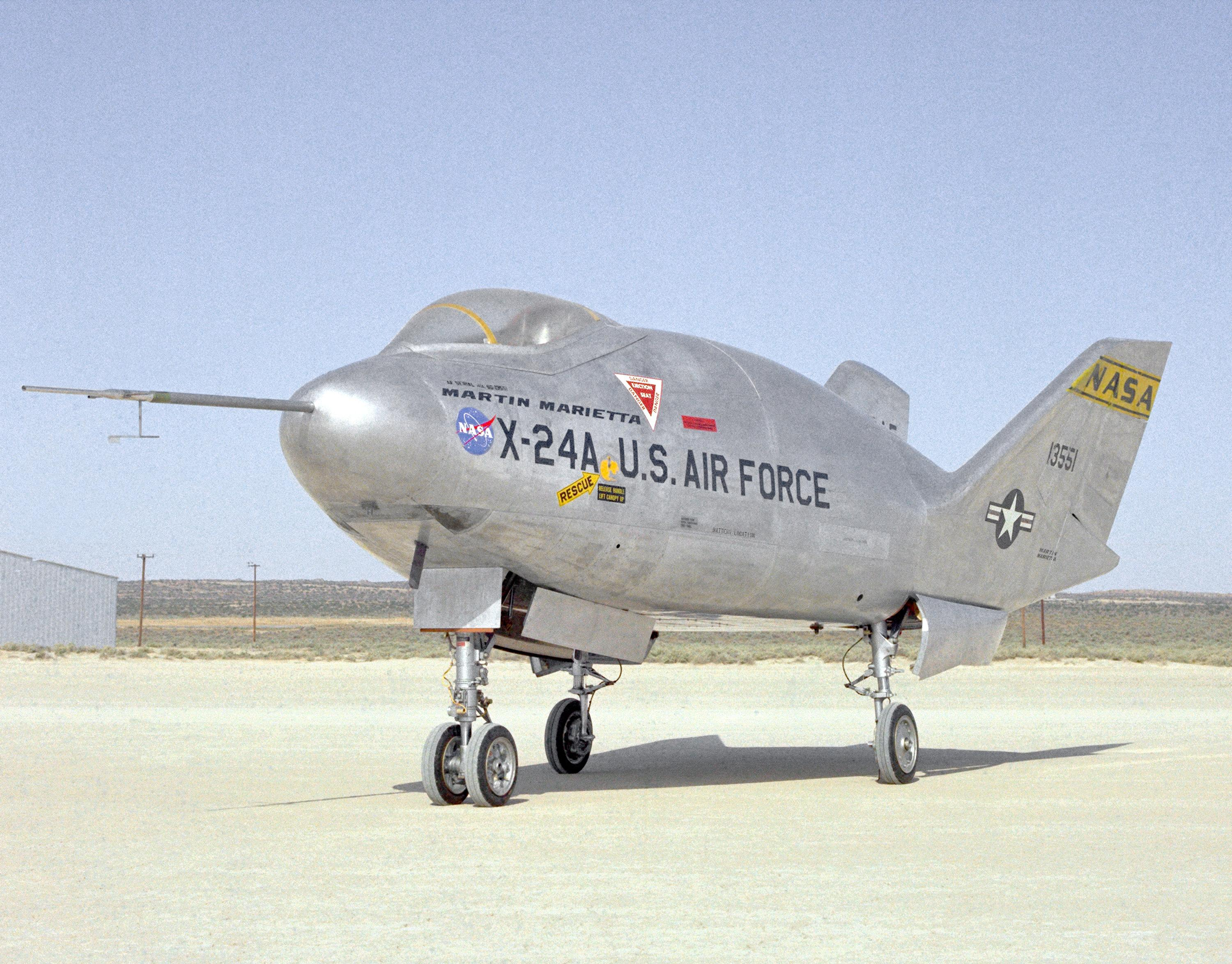
Martin X-24A

X-24 byl jedním z letounů ze skupiny vztlakových těles, které letecké výzkumné středisko NASA (nyní Armstrong Flight Research Center) zkoušelo v rámci společného programu s americkým letectvem na letecké základně Edwards v Kalifornii v letech 1963 až 1975. Vztlaková tělesa byla použita k prokázání schopnosti pilotů manévrovat a bezpečně přistávat s bezkřídlými letadly určenými k návratu z vesmíru zpět na Zemi na předem určeném místě.
Tvar letounů pomáhal získat aerodynamický vztlak, nezbytný pro let v atmosféře. Přidané svislé a řídící plochy umožnily pilotům stabilizovat a ovládat letoun.
X-24 (Model SV-5P) byl postaven společností Martin Marietta. Stroj X-24A byl v pořadí čtvrtým vztlakovým tělesem po předchozích letadlech podobné koncepce: NASA M2-F1 v roce 1964, Northropu HL-10 v roce 1966 a Northropu M2-F2, který byl postaven rovněž v roce 1966. Dalším letounem využívající trup jako vztlakové těleso po X-24 byl letoun Northrop M2-F3(1970).
X-24A měl zavalitý trup připomínající tvarem slzu. Na konci trupu byly svislé plochy pro ovládání. První bezmotorový klouzavý let uskutečnil 17. dubna 1969 s letcem mjr. Jerauld R. Gentry. Gentry také pilotoval první motorový let 19. března 1970. Letoun byl obvykle vynášen do výšky přibližně13,7 km upraveným B-52 a poté vypouštěn. Následně buď doplachtil na zem, nebo pomocí svého raketového motoru vystoupil do vyšších nadmořských výšek, než doplachtil na přistávací plochu. X-24A uskutečnil 28 letů při nichž dosáhl rychlosti až 1667 km/h a vystoupal do nadmořské výšky až 21 800 metrů.

### X-24B
Návrh letounu X-24B vzešel z rodiny potenciálních tvarů pro návratové moduly s vyšší klouzavostí navržených laboratoří letové dynamiky amerického letectva. Aby se snížily náklady na výrobu výzkumného letounu, letectvo vrátilo X-24A společnosti Martin Marietta kvůli úpravám, které přeměnily její baňatý tvar na podobu „létající žehličky“ se zaoblenou horní částí, plochou spodní částí ve tvaru dvojité delty zakončené šikmým nosem letadla.
První, kdo letěl s X-24B, byl pilot John Manke. Bezmotorový let uskutečnil 1. srpna 1973. John Manke pilotoval také první let s použitím motoru 15. listopadu 1973.

### X-24C
Mezi lety 1972 a 1978 se objevila celá řada návrhů „X-24C“. Snad nejpozoruhodnější byl návrh společnosti Lockheed Skunk Works , L-301, který měl ke svému pohonu používat scramjety k dosažení rychlosti až Mach 8.

### SV-5J
Poté, co se ve společnosti Martin dozvěděli o poznámce Chucka Yeagera, že by chtěl mít pro výcvikové účely nějaká vztlaková tělesa poháněná proudovým motorem, společnost Martin z vlastní iniciativy navrhla a postavila dva stroje SV-5J. SV-5J byla proudová verze raketového pohonu X-24A. SV-5J měl stejné rozměry jako X-24A, ale byl poháněn jediným proudovým motorem Pratt & Whitney J60-PW-1 namísto raketového motoru XLR-11-RM-13. Společnost Martin také vyrobila maketu modelu SV-5J ve stejné velikosti.
Martin Marietta nebylo schopné přesvědčit Milta Thompsona, aby letěl se strojem SV-5J, a to ani poté, co mu bylo nabídnut bonus ve výši 20 000 dolarů. Oba stroje zůstaly nezalétané.
Vzhledem k tomu, že původní letoun X-24A byl převeden na verzi X-24B, jeden z postavených letounů SV-5J byl nakonec upraven do podoby X-24A, pro vystavení v Národním muzeu letectva Spojených států, Wright-Patterson AFB, Ohio, vedle původního X-24B. 
Maketa nejspíše skončila v Hollywoodu a byla použita při natáčení filmu Zajati vesmírem jako rekvizita ztvárňující vesmírnou loď. 

## Provozní historie

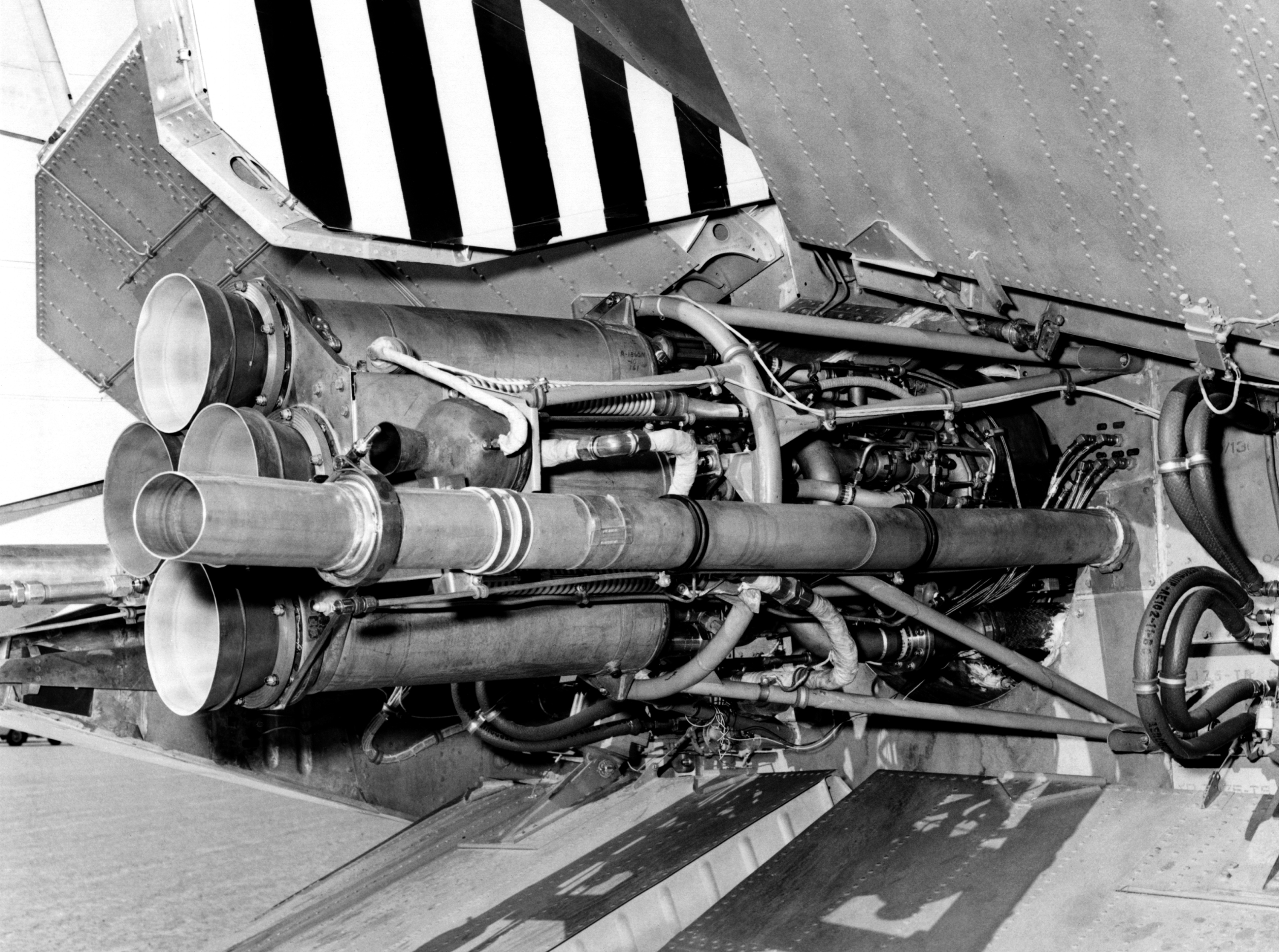
Raketový motor XLR-11 namontovaný v X-24A

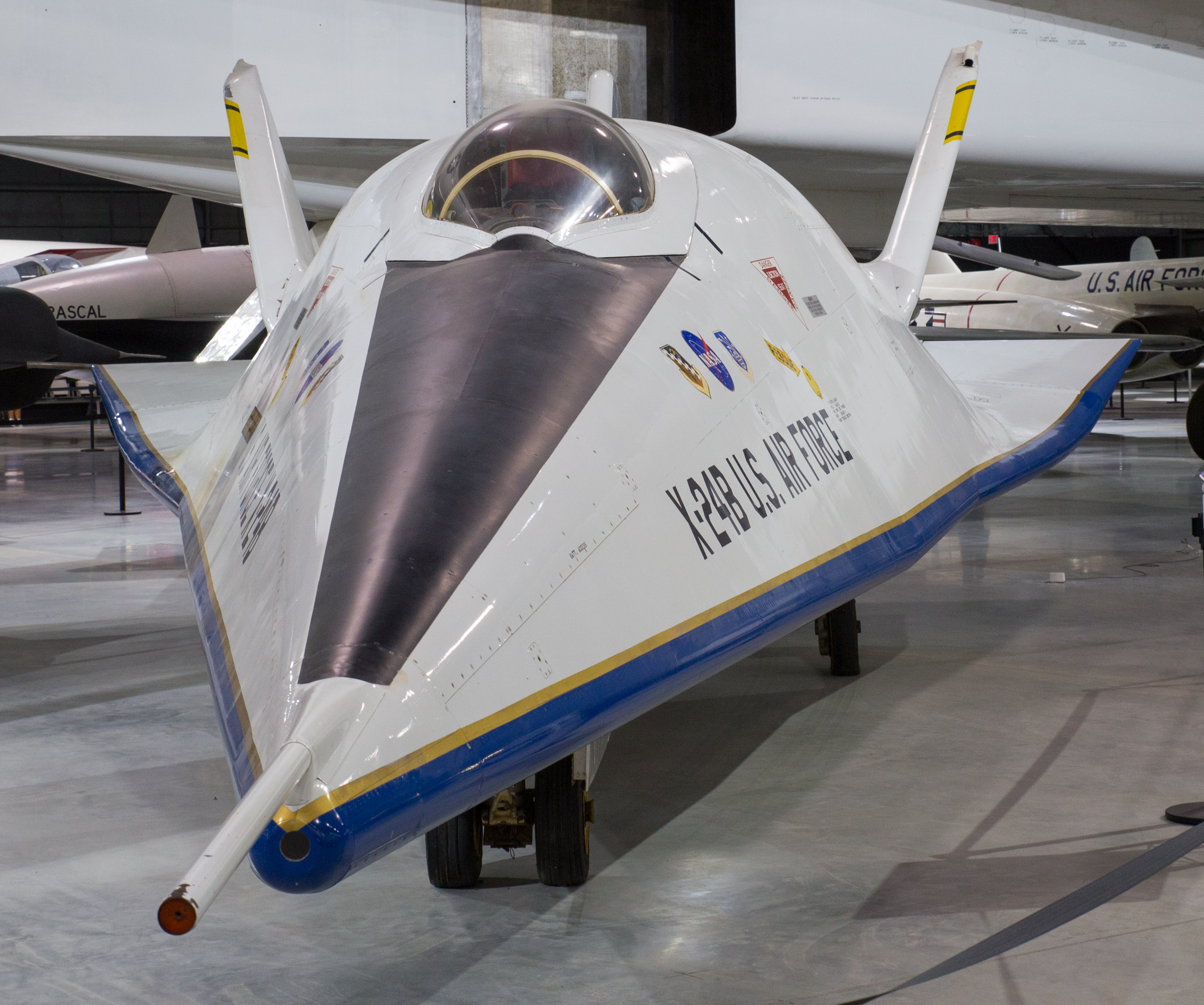
X-24B v muzeu USAF

X-24A uskutečnil 28 letů stejně jako letoun HL-10 ze stejného programu, potvrdil koncept, že by raketoplán mohl přistát bez pohonu. Nejrychlejší rychlost, kterou X-24A dosáhl, byla 1606 km/h (1,6 Mach). Maximální dosažená výška byla 21,8 km. Byl poháněn raketovým motorem XLR-11 s maximálním teoretickým tahem 37,7 kN.
V roce '1972 byl model  X-24A upraven na X-24B se zcela odlišným tvarem. Cibulovitý tvar modelu X-24A byl převeden do tvaru „létajícího žehličky“ se zaoblenou horní částí, plochým dnem a tvarem dvojitého delta křídla, který končil špičatým nosem. Tvar X-24A byl později použit pro demonstrátor X-38 Crew Return Vehicle (CRV) pro Mezinárodní vesmírnou stanici.
Piloti X-24A
- Jerauld R. Gentry - 13 letů
- John A. Manke - 12 letů
- Cecil W. Powell - 3 lety

Model X-24B prokázal, že přesná přistání bezmotorového návratového prostředku jsou proveditelná. Maximální rychlost dosažená typem X-24B byla 1873 km/h a nejvyšší nadmořská výška, které dosáhl, byla 22 130 metrů. Pilotem posledního letu X-24B s použitím motoru byl Bill Dana, který si také připsal poslední let s raketovým letounem X-15.
Mezi posledními lety s X-24B byla dvě přesná přistání na hlavní betonové dráze v Edwards. Tyto mise řídily Manke, z letectva pak mjr. Mike Love a představovaly poslední milníky v programu, který pomohl stanovit letový plán programu Space Shuttle.
X-24B byl posledním letounem, který letěl v programu vztlakových těles v Drydenově leteckém výzkumném středisku . Letoun X-24B uskutečnil celkem 36 letů.
Letoun X-24B lze spatřit v Národním muzeu leteckých sil USA, Wright-Patterson AFB ve státu Ohio.
Piloti X-24B
- John A. Manke - 16 letů
- Michael V. Love - 12 letů
- William H. Dana - 2 lety
- Einar K. Enevoldson - 2 lety
- Thomas C. McMurtry - 2 lety
- Francis Scobee - 2 lety
- Les A. Johnson - 1 let

## Sériové číslo
- 66-13551
  - X-24A, celkem 28 letů; 10 bez pohonu, 18 s použitým pohonem
  - X-24B, celkem 36 letů; 12 bez pohonu, 24 s použitým pohonem

## Specifikace
| Technické údaje             | X-24A | X-24B |
| --------------------------- | --- | --- |
| Posádka                     | 1 | 1 |
| Délka                       | 7,4676 m | 11,437 m |
| Šířka                       | 3,5 m | 5,84 m |
| Výška                       | 2,9 m | 3,15 m |
| Nosná plocha                | 15,05 m2 | 31 m2 |
| Prázdná hmotnost            | 2884,85 kg | 3538 kg |
| Maximální vzletová hmotnost | 5192 kg | 6260 kg |
| Zásoba paliva               | neznámé | 2041 kg |

Nákres X-24A

Nákres X-4B

| Pohonná jednotka            | 1 × XLR-11-RM-13 čtyřkomorový raketový motor na kapalné palivo, o tahu 36 kN od výrobce Thiokol 2 × Bell LLRV raketové motory na pevná paliva, každý o tahu 1,8–2,2 kN | 1 × XLR-11-RM-13 čtyřkomorový raketový motor na kapalné palivo, o tahu 36 kN od výrobce Thiokol 2 × Bell LLRV raketové motory na pevná paliva, každý o tahu 1,8–2,2 kN |
| Výkony                      | | |
| Maximální rychlost          | 1606 km/h | 1873 km/h |
| Dolet                       | neznámé | 72 km |
| Dostup                      | 21763 m | 22370 m |
| Plošné zatížení             | 195 kg/m2 | 210 kg/m2 |
| Klouzavost                  | 0,7 | 0,71 |